# Henri-Joseph-Eugène Gouraud
Henri-Joseph-Eugène Gouraud, francoski general, * 17. november 1867, † 16. september 1946.